# Langidalur (dal i Island, Norðurland vestra)
Langidalur (isländska: Langadalur) är en dal i republiken Island.   Den ligger i regionen Norðurland vestra, i den nordvästra delen av landet, 180 km nordost om huvudstaden Reykjavík.